# 오창현 (1993년)
오창현(1993년 3월 2일 ~ )은 대한민국의 축구 선수이다.

## 선수 생활

### 클럽 경력
2015년 자유 계약으로 포항 스틸러스에 입단하였다. 잦은 부상으로 첫 해에는 경기에 나서지 못하였으나, 2016년 6월 12일 열린 전남 드래곤즈와의 원정 경기에서 교체 투입되며 처음으로 프로 무대를 밟았다. 6월 29일 열린 울산과의 동해안 더비에 선발 출전하여 1골 1도움을 올리며 자신의 데뷔 후 첫 공격 포인트를 기록하였으며, 팀의 4 - 0 대승에 기여하였다.

### 클럽 경기 출장 경력
2017년 11월 18일 기준
| 클럽          | 시즌 | 리그 | 리그 | 국내 FA컵 | 국내 FA컵 | 대륙 대회 | 대륙 대회 | 통산 | 통산 |
| 클럽          | 시즌 | 출장 | 득점 | 출장      | 득점      | 출장      | 득점      | 출장 | 득점 |
| ------------- | ---- | ---- | ---- | --------- | --------- | --------- | --------- | ---- | ---- |
| 포항 스틸러스 | 2015 | 0    | 0    | 0         | 0         | -         | -         | 0    | 0    |
| 포항 스틸러스 | 2016 | 15   | 2    | 0         | 0         | 0         | 0         | 15   | 2    |
| 포항 스틸러스 | 2017 | 5    | 0    | 1         | 0         | -         | -         | 6    | 0    |
| 통산          | 통산 | 20   | 2    | 1         | 0         | 0         | 0         | 21   | 2    |

### 국가대표 경력
2014년 5월, 이광종 감독이 이끄는 U-21 대표팀에 선발되어 툴롱 컵에 참가하였다.

### 플레이 스타일
번뜩이는 패스와 중거리 슛이 일품.(중거리 골도 꽤 있음)